# 9 września
9 września jest 252. (w latach przestępnych 253.) dniem w kalendarzu gregoriańskim. Do końca roku pozostaje 113 dni.

## Święta
- Imieniny obchodzą: Aniela, Audomar, Augustyn, Aureliusz, Bolemir, Bolemira, Dionizy, Doroteusz, Drogomir, Franciszek, Gorgoniusz, Jacek, Jakub, Jan, Otmar, Ożanna, Piotr, Radosława, Sewerian, Sobiebor, Sobiesąd, Straton, Ścibora i Świecław.
- Korea Północna – Rocznica utworzenia Koreańskiej Republiki Ludowo-Demokratycznej
- Tadżykistan – Święto Niepodległości
- Międzynarodowe – Światowy Dzień FAS (od 9 września 1999; w Polsce od 2004)
- Wspomnienia i święta w Kościele katolickim[1][2] obchodzą:
  - bł. Aniela Salawa (tercjarka)
  - św. Audomar (biskup Thérouanne)
  - bł. Eutymia Üffing (zakonnica)
  - bł. Jakub Laval (duchacz)
  - św. Kiaran z Clonmacnois (apostoł Irlandii)
  - bł. Piotr Bonhomme (prekursor oświaty dla głuchoniemych)
  - św. Piotr Klawer (prezbiter)

## Wydarzenia w Polsce

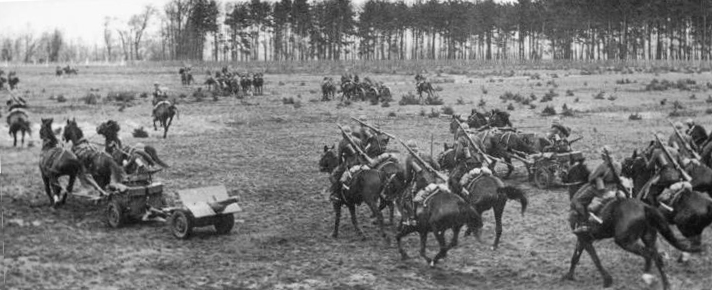
Wielkopolska Brygada Kawalerii w bitwie nad Bzurą (1939)

- 1310 – Margrabia brandenburski Waldemar Wielki nadal Słupskowi odnowione prawa miejskie na prawie magdeburskim.
- 1409 – Król Władysław II Jagiełło wydał w Wolborzu odezwę skierowaną do duchowieństwa, panów świeckich i książąt chrześcijańskich, zawierającą 29 artykułów z zarzutami wobec zakonu krzyżackiego.
- 1551 – Chan krymski Dewlet I Girej rozpoczął oblężenie zamku w Bracławiu.
- 1655 – Potop szwedzki: zwycięstwo wojsk polskich w bitwie pod Inowłodzem.
- 1698 – Hetman polny koronny Feliks Kazimierz Potocki pokonał Tatarów w bitwie pod Podhajcami (ostatnia zwycięska bitwa wojska polskiego nad Tatarami).
- 1904 – W Tarnobrzegu odsłonięto pomnik Bartosza Głowackiego.
- 1911 – Zniesiono ograniczenia budowlane na esplanadach fortecznych w zlikwidowanej 16 sierpnia carskiej Twierdzy Warszawa. Rozpoczęła się rozbudowa miasta.
- 1923 – Ukazało się pierwsze wydanie tygodnika katolickiego „Gość Niedzielny”.
- 1930 – W nocy z 9 na 10 września aresztowano 19 byłych posłów, przywódców nowo powstałego lewicowego komitetu wyborczego Związek Obrony Prawa i Wolności Ludu.
- 1934 – W rozegranym w Warszawie towarzyskim meczu piłkarskim Polska przegrała z Niemcami 2:5.
- 1936 – Założono Automobilklub Kielecki.
- 1939 – Kampania wrześniowa:
  - Nieudana próba zdobycia Warszawy przez Niemców.
  - Powstał Sondergericht Bromberg (Sąd Specjalny w Bydgoszczy). W pierwszych miesiącach okupacji niemieckiej rozpatrywał przede wszystkim sprawy Polaków oskarżanych o rzekome prześladowanie miejscowych volksdeutschów podczas wydarzeń tzw. bydgoskiej „krwawej niedzieli”.
  - Rozpoczęła się bitwa nad Bzurą.
  - Stoczono bitwę pod Broniną.
  - W nocy z 8 na 9 września Niemcy podpalili będzińską synagogę, od której zajęły się okoliczne żydowskie domy. Podczas prób ratowania dobytku zostało zastrzelonych kilkudziesięciu Żydów (o te czyny władze niemieckie oskarżyły później 42 Polaków, których aresztowano i rozstrzelano po wymuszonych zeznaniach). Grupę Żydów uratował ks. Wincenty Mieczysław Zawadzki, otwierając dla uciekających bramę placu kościelnego i dając im schronienie.
  - W odwecie za walkę w obronie miasta po wycofaniu oddziałów WP, Niemcy rozstrzelali w dniach 8–9 września ok. 300-320 mieszkańców Kłecka w Wielkopolsce.
  - Wojska niemieckie zajęły Płock, Redę, Rzeszów i Żnin.
  - Zakończyła się bitwa pod Iłżą.
  - Zbrodnia w Ciepielowie na 300 polskich jeńcach wojennych.
- 1942 – Zakończyła się likwidacja getta żydowskiego w Beresteczku.
- 1944:
  - 40. dzień powstania warszawskiego: dobrowolna ewakuacja z miasta 8000 ludzi. Silne ataki hitlerowców skierowane na północne Śródmieście i Czerniaków.
  - PKWN zawarł tzw. Układy republikańskie z Białoruską SRR i Ukraińską SRR. Na ich mocy (i podpisanego później układu z Litewską SRR) dokonano przymusowych wysiedleń osób narodowości polskiej i żydowskiej posiadających polskie obywatelstwo z obszarów wschodnich II Rzeczypospolitej, które po wojnie weszły w skład ZSRR. Ludność litewską, białoruską, a przede wszystkim ukraińską przesiedlono do odpowiednich republik radzieckich.
- 1951 – W swym mieszkaniu w Warszawie został zastrzelony przez członków zbrojnego podziemia aktor Stefan Martyka, prowadzący w Polskim Radiu audycję propagandową Fala 49.
- 1957 – Założono Polski Związek Rugby.
- 1959:
  - Dokonano oblotu szybowca SZD-20 Wampir 2.
  - Roman Polański ożenił się z aktorką Barbarą Kwiatkowską.
- 1962 – Konsekracja katedry Wniebowzięcia Najświętszej Maryi Panny w Gorzowie Wielkopolskim.
- 1967 – Dokonano ponownego odsłonięcia zrekonstruowanego po zniszczeniach wojennych Pomnika Lotnika w Warszawie.
- 1970 – Premiera 1. odcinka serialu telewizyjnego Kolumbowie w reżyserii Janusza Morgensterna.
- 1971 – Premiera 1. odcinka serialu telewizyjnego Przygody psa Cywila w reżyserii Krzysztofa Szmagiera.
- 1978 – Kopalnia Soli „Wieliczka” została wpisana na listę światowego dziedzictwa UNESCO.
- 1993 – Utworzono Biebrzański Park Narodowy.
- 1996 – Powołano Radę Języka Polskiego.
- 2001 – Czech Ondřej Sosenka wygrał 58. Tour de Pologne.
- 2012:
  - Otwarto Lotnisko Kołobrzeg-Bagicz.
  - W Poznaniu zakończyły się X Mistrzostwa Świata w Kajak-Polo. Tytuły mistrzowskie zdobyli Australijczycy i Australijki, a w kategorii do 21 lat Belgowie i Kanadyjki.
- 2023 – W katedrze polskokatolickiej św. Marii Magdaleny we Wrocławiu odbyła się uroczystość udzielenia sakry biskupiej czterem nowo wybranym biskupom elektom Kościoła Polskokatolickiego w Rzeczypospolitej Polskiej; zwierzchnikowi Kościoła ks. Andrzejowi Gontarkowi, będącemu z urzędu także ordynariuszem diecezji warszawskiej oraz przewodniczącym Rady Synodalnej Kościoła, ordynariuszowi diecezji krakowsko-częstochowskiej ks. inf. Antoniemu Normanowi, ordynariuszowi diecezji wrocławskiej ks. inf. Stanisławowi Bosemu oraz nowo wybranemu biskupowi pomocniczemu diecezji warszawskiej ks. Henrykowi Dąbrowskiemu[3][4].

## Wydarzenia na świecie
- 9 – Władca Cherusków Arminius pokonał w bitwie w Lesie Teutoburskim trzy rzymskie legiony. Rzym utracił Germanię na wschód od Renu.
- 337 – Synowie zmarłego cesarza Konstantyna I Wielkiego: Konstantyn II, Konstancjusz II i Konstans podzielili między sobą Cesarstwo rzymskie.
- 1000 – Zwycięstwo floty szwedzko-duńskiej nad norweską w bitwie morskiej pod Svold, czasie której zginął król Norwegii Olaf I Tryggvason.
- 1087 – Wilhelm II Rudy został królem Anglii.
- 1141 – Sułtan z dynastii Wielkich Seldżuków Ahmad Sandżar i jego wasal Alaoddin Atsyz ponieśli klęskę w bitwie na Równinie Katwańskiej z Kitanami.
- 1398 – Janus został królem Cypru.
- 1438 – Alfons V Afrykańczyk został królem Portugalii.
- 1493 – Zwycięstwo Turków nad Chorwatami w bitwie na Krbavskim Polu.
- 1499 – Vasco da Gama powrócił do Lizbony z wyprawy do Indii.
- 1513 –  Klęska wojsk szkockich w bitwie pod Flodden Field z Anglikami, w trakcie której poległ król Szkocji Jakub IV.
- 1543 – W kaplicy zamku w Stirling 9-miesięczna Maria I Stuart została koronowana na królową Szkotów.
- 1561 – Rozpoczęło się tzw. kolokwium w Poissy zwołane w celu pojednania między francuskimi katolikami i protestantami.
- 1570 – V wojna wenecko-turecka: wojska tureckie zdobyły stolicę Cypru Nikozję i dokonały masakry jej obrońców i mieszkańców.
- 1619 – Ferdynand II Habsburg został koronowany w katedrze we Frankfurcie nad Menem na cesarza rzymskiego.
- 1668 – Premiera komedii Moliera Skąpiec.
- 1739 – W Karolinie Południowej wybuchło największe powstanie niewolników w brytyjskich koloniach w Ameryce Północnej.
- 1790 – VI wojna rosyjsko-turecka: zwycięstwo Rosjan w bitwie morskiej przy mierzei Tendra.
- 1791 – Stolica USA otrzymała nazwę Waszyngton.
- 1798 – Zwycięstwo wojsk francuskich nad powstańcami szwajcarskimi w kantonie Nidwalden.
- 1805 – Napoleon Bonaparte wydał dekret znoszący z dniem 1 stycznia 1806 francuski kalendarz rewolucyjny.
- 1806 – 457 osób zginęło w wyniku przejścia huraganu nad karaibską wyspą Dominika.
- 1807 – Została odkryta kometa C/1807 R1 (Wielka Kometa roku 1807).
- 1813 – W czeskich Cieplicach podpisano porozumienie prusko-rosyjsko-austriackie, którego sygnatariusze zobowiązali się do wspólnego prowadzenia wojny z Francją, likwidacji Związku Reńskiego, odbudowy pozycji Austrii oraz podziału Księstwa Warszawskiego.
- 1826 – Agustín Eyzaguirre został prezydentem Chile.
- 1850:
  - Kalifornia została jako 31. stan została przyjęta do Unii.
  - Utworzono Terytorium Nowego Meksyku i Terytorium Utah.
- 1857 – Niemiecki astronom Hermann Goldschmidt odkrył planetoidę (56) Melete.
- 1860 – Herman Goldschmidt odkrył planetoidę (61) Danaë.
- 1880 – Założono francuską kolonię Górny Senegal.
- 1886 – Podpisano Konwencję berneńską o ochronie dzieł literackich i artystycznych.
- 1888 – Wyspa Wielkanocna została anektowana przez Chile.
- 1892 – Amerykański astronom Edward Emerson Barnard odkrył Amalteę, jeden z księżyców Jowisza.
- 1896 – Niemiecki chirurg Ludwig Rehn przeprowadził pierwszą udaną operację serca.
- 1909:
  - W Pekinie założono Chińską Bibliotekę Narodową.
  - W Santa Monica w Kalifornii otwarto molo o długości 490 m.
- 1910 – Na jeziorze Michigan zatonął prom kolejowy SS „Pere Marquette 18”, w wyniku czego zginęło 27 osób oraz dwóch członków załogi SS „Pere Marquette 17”, biorących udział w akcji ratowniczej.
- 1913 – Rosyjski pilot Piotr Niestierow wykonał nad Kijowem samolotem Nieuport pierwszą w historii pętlę.
- 1914 – I wojna światowa: zakończyła się I bitwa nad Marną, w wyniku której wojska francusko-brytyjskie zatrzymały niemiecki marsz na zachód.
- 1918 – Charles Ruijs de Beerenbrouck został premierem Holandii.
- 1922 – Wojna grecko-turecka: ścigające wycofujących się Greków wojska tureckie wkroczyły do Smyrny (Izmiru).
- 1928 – Reprezentant Haiti Sylvio Cator ustanowił w Paryżu rekord świata w skoku w dal (7,93 m).
- 1929 – Dokonano oblotu brytyjskiego samolotu szkolno-treningowego de Havilland Puss Moth.
- 1931 – Austriak Friedrich Schmiedl oficjalnie zainaugurował działalność swojej poczty rakietowej.
- 1932 – Hiszpańskie Kortezy Generalne przyjęły statut autonomiczny Katalonii.
- 1934 – W Turynie zakończyły się I Mistrzostwa Europy w Lekkoatletyce.
- 1939 – II wojna światowa: rozpoczęto formowanie armii polskiej we Francji.
- 1940:
  - Został sformowany 308 Dywizjon Myśliwski "Krakowski"
  - Podczas przejmowania (na mocy postanowień drugiego arbitrażu wiedeńskiego) północnego Siedmiogrodu węgierscy żołnierze dokonali we wsi Treznea masakry 93 Rumunów i Żydów.
  - Rozpoczęła się włoska inwazja na Egipt.
  - Włoskie lotnictwo zbombardowało Tel Awiw, zabijając 130 osób.
- 1942 – Pierwsza z dwóch nieudanych prób (druga miała miejsce 29 września) podpalenia kompleksów leśnych w amerykańskim stanie Oregon, poprzez zrzucenie bomb zapalających z wodnosamolotu Yokosuka E14Y, katapultowanego z japońskiego okrętu podwodnego I-25. Były to jedyne naloty bombowe na kontynentalną część USA w czasie wojny.
- 1943 – Kampania włoska:
  - Alianci dokonali desantów w rejonie Salerno (operacja „Avalanche”) i w rejonie Tarentu (operacja „Slapstick”) w południowych Włoszech.
  - Dzień po ogłoszeniu kapitulacji Włoch przed aliantami samoloty Luftwaffe zaatakowały włoską flotę, która ewakuowała się na Maltę, w wyniku czego został zatopiony flagowy pancernik „Roma”. Zginęło 1326 osób z załogi liczącej 1948 oficerów i marynarzy, w tym admirał Carlo Bergamini z całym sztabem. Pozostałe 622 osoby zostały uratowane przez okręty eskorty.
- 1944:
  - Komunistyczny bułgarski Front Ojczyźniany dokonał przewrotu i obalił proniemiecki rząd.
  - Sekretarz skarbu USA Henry Morgenthau przedstawił swój plan dotyczący przyszłości powojennych Niemiec
  - Wystrzelono pierwsze dwa niemieckie pociski rakietowe V2 na Londyn.
- 1945 – Kapitulacja wojsk japońskich w II wojnie chińsko-japońskiej.
- 1948 – Proklamowano Koreańską Republikę Ludowo-Demokratyczną.
- 1949 – W wyniku wybuchu bomby na pokładzie należącego do Canadian Pacific Air Lines Douglasa DC-3, lecącego z Montrealu do Baie-Comeau z międzylądowaniem w mieście Quebec, zginęło 19 pasażerów i 4 członków załogi.
- 1951 – Żołnierze Chińskiej Armii Ludowo-Wyzwoleńczej, wkroczyli do stolicy Tybetu Lhasy.
- 1954 – Trzęsienie ziemi w Orleansville w Algierii zabiło 1250 osób.
- 1960:
  - Podczas XVII Letnich Igrzysk Olimpijskich w Rzymie sztangista Ireneusz Paliński zdobył złoty medal w wadze półciężkiej.
  - Rozpoczęły się rozgrywki pierwszego sezonu American Football League.
- 1961 – Wszedł do służby pierwszy amerykański krążownik rakietowy o napędzie atomowym USS „Long Beach”.
- 1962 – Pierwszy z używanych w ramach tajnego programu przez Siły Powietrzne Tajwanu amerykańskich samolotów rozpoznawczych U-2 został zestrzelony nad Nanchang we wschodnich Chinach. Ciężko ranny pilot Chen Huai zmarł w chińskim szpitalu.
- 1964 – Premiera francusko-włoskiej komedii filmowej Żandarm z Saint-Tropez w reżyserii Jeana Girault.
- 1965:
  - Huragan Betsy uderzył na Nowy Orlean.
  - Wojna wietnamska: wiceadmirał US Navy James Stockdale został zestrzelony w swym samolocie szturmowym Douglas A-4 Skyhawk nad Wietnamem Północnym, po czym trafił do niewoli na 7,5 roku.
  - Zainaugurował działalność Uniwersytet Simona Frasera w Burnaby pod Vancouver w kanadyjskiej prowincji Kolumbia Brytyjska.
- 1969:
  - 83 osoby zginęły w wyniku zderzenia samolotu McDonnell Douglas DC-9 z awionetką nad Fairland w Indianie.
  - Wojna na wyczerpanie: wojska izraelskie dokonały desantu na zachodni brzeg Kanału Sueskiego (operacja „Rawiw”).
- 1970:
  - Premiera amerykańsko-włoskiego dramatu wojennego Gniazdo szerszeni w reżyserii Phila Karsona i Franco Cirino.
  - Terroryści z Ludowego Frontu Wyzwolenia Palestyny porwali brytyjski samolot Vickers VC-10 lecący z Bahrajnu do Londynu i zmusili załogę do wylądowania na lotnisku Zerqa w Jordanii.
- 1971:
  - Ukazało się pierwsze wydanie malezyjskiego dziennika anglojęzycznego „The Star”.
  - Ukazał się album Johna Lennona Imagine.
  - W więzieniu w Attica w stanie Nowy Jork więźniowie wszczęli bunt, biorąc 42 zakładników. 13 września, w trakcie jego siłowego tłumienia, zginęło 11 zakładników i 32 więźniów.
- 1972:
  - Podczas XX Letnich Igrzysk Olimpijskich w Monachium Władysław Komar zdobył złoty medal w konkursie pchnięcia kulą.
  - Podczas salonu motoryzacyjnego w Turynie odbyła się oficjalna prezentacja Fiata 126.
- 1974 – Amerykańska stacja NBC wyemitowała pierwszy odcinek serialu przygodowego Elza z afrykańskiego buszu.
- 1975:
  - W Cincinnati w stanie Ohio otwarto halę widowiskowo-sportową Riverfront Coliseum (obecnie Heritage Bank Center).
  - Wystrzelono amerykańską sondę marsjańską Viking 2.
  - Wystrzelono pierwszą rakietę z japońskiego Centrum Lotów Kosmicznych Tanegashima.
- 1976:
  - 90 osób zginęło w zderzeniu samolotów An-24 i Jak-40 nad rosyjską Anapą.
  - W Japonii trafił do handlu pierwszy magnetowid pracujący w standardzie VHS, opracowanym przez koncern JVC.
- 1978 – Wystrzelono radziecką sondę Wenus Wenera 11.
- 1983 – Przyjęto dokument końcowy Konferencji Bezpieczeństwa i Współpracy w Europie (KBWE).
- 1985 – USA ogłosiły sankcje gospodarcze wobec RPA.
- 1988 – 76 osób zginęło w katastrofie wietnamskiego samolotu Tu-134 w Bangkoku.
- 1990 – Prezydent Liberii Samuel Doe został schwytany w zasadzkę przez rebeliantów, a następnie zamordowany w czasie nagrywanych na taśmie video tortur.
- 1991 – Tadżykistan proklamował niepodległość (od ZSRR).
- 2001:
  - Alaksandr Łukaszenka wygrał ponownie wybory prezydenckie na Białorusi.
  - Czas uniksowy przekroczył granicę miliarda sekund.
  - Otwarto Muzeum Żydowskie w Berlinie.
  - W samobójczym zamachu bombowym dokonanym przez dwóch Arabów udających dziennikarzy zginął wojskowy dowódca afgańskiego Sojuszu Północnego Ahmad Szah Masud.
- 2002:
  - W indyjskim stanie Bihar wpadł do rzeki wykolejony pociąg osobowy, w wyniku czego zginęło 119 osób.
  - Wojna domowa w Burundi: wojska rządowe dokonały masakry co najmniej 173 nieuzbrojonych cywilów w miejscowości Itaba.
- 2004 – Przed ambasadą Australii w stolicy Indonezji Dżakarcie eksplodował samochód-pułapka. Zginęło 9 osób, a ponad 150 zostało rannych.
- 2006:
  - Rozpoczęła się misja STS-115 wahadłowca Atlantis.
  - Rozpoczęła się podróż apostolska papieża Benedykta XVI do Niemiec.
- 2007 – Podczas zawodów lekkoatletycznych we włoskim Rieti Jamajczyk Asafa Powell poprawił własny rekord świata w biegu na 100 metrów (9,74 s).
- 2008:
  - Asif Ali Zardari został prezydentem Pakistanu.
  - Premier Tajlandii Samak Sundaravej został usunięty ze stanowiska przez Sąd Konstytucyjny.
  - Rosja nawiązała stosunki dyplomatyczne z Abchazją i Osetią Południową.
- 2009:
  - 31 osób zginęło w serii powodzi błyskawicznych w północno-zachodniej Turcji.
  - W Dubaju uruchomiono metro.
- 2010 – 19 osób zginęło, a 202 zostały ranne w samobójczym zamachu bombowym na bazar w stolicy Osetii Północnej Władykaukazie.
- 2011 – Jorge Carlos Fonseca został prezydentem Republiki Zielonego Przylądka.
- 2013:
  - Centroprawicowa opozycja wygrała wybory parlamentarne w Norwegii.
  - Mamnun Husajn został prezydentem Pakistanu.
  - Rebelia islamska na Filipinach: w mieście Zamboanga na wyspie Mindanao wybuchły walki między Narodowym Frontem Wyzwolenia Moro (MNLF) a siłami rządowymi.
- 2015 – Królowa Elżbieta II stała się najdłużej panującą, brytyjską władczynią, wyprzedzając czas panowania swojej praprababki, królowej Wiktorii[5].
- 2017 – Ramush Haradinaj został premierem Kosowa.

## Urodzili się
- 214 – Aurelian, cesarz rzymski (zm. 275)
- 384 – Flawiusz Honoriusz, cesarz rzymski (zm. 423)
- 1427 – Thomas de Ros, angielski arystokrata, polityk (zm. 1464)
- 1466 – Yoshitane Ashikaga, japoński siogun (zm. 1523)
- 1561 – Hernando de Arias y Ugarte, hiszpański duchowny katolicki, arcybiskup Limy i prymas Peru (zm. 1638)
- 1571 – Apollonia Radermecher, niemiecka zakonnica, założycielka zakonu elżbietanek (zm. 1626)
- 1585 – Armand Jean Richelieu, francuski kardynał, książę, pierwszy minister króla Francji (zm. 1642)
- 1616 – Giuseppe Balzano, maltański kompozytor (zm. 1700)
- 1629 – Cornelis Tromp, holenderski admirał (zm. 1691)
- 1635 – (data chrztu) Andreas Stech, niemiecki malarz, rysownik (zm. 1697)
- 1700 – Anna Zofia, księżna Saksonii-Coburg-Saalfeld (zm. 1780)
- 1721 – Fredric Henric Chapman, szwedzki admirał, konstruktor okrętów (zm. 1808)
- 1726 – Aleksander Karol Lanfant, francuski jezuita, męczennik, błogosławiony (zm. 1792)
- 1731 – Francisco Xavier Clavijero, meksykański jezuita, historyk, filozof (zm. 1787)
- 1737 – Luigi Galvani, włoski franciszkanin, fizyk, lekarz, fizjolog (zm. 1798)
- 1754 – William Bligh, brytyjski oficer marynarki (zm. 1817)
- 1756 – Jean-François Xavier de Ménard, francuski generał, polityk (zm. 1831)
- 1758 – Alexander Nasmyth, szkocki malarz portrecista (zm. 1840)
- 1769 – Iwan Kotlarewski, ukraiński poeta, dramaturg (zm. 1838)
- 1774 – Salomon Rothschild, niemiecki bankier pochodzenia żydowskiego (zm. 1855)
- 1778 – Clemens Brentano, niemiecki pisarz pochodzenia włoskiego (zm. 1842)
- 1782 – Lewis Cass, amerykański polityk, sekretarz stanu (zm. 1866)
- 1789 – William Cranch Bond, amerykański astronom, wynalazca (zm. 1859)
- 1804 – Aleksander Paweł, książę wirtemberski, austriacki generał (zm. 1885)
- 1814 – Alfonsa Maria Eppinger, francuska zakonnica, błogosławiona (zm. 1867)
- 1815 – Johann Gottfried Piefke, niemiecki kompozytor, kapelmistrz (zm. 1884)
- 1818 – Mikołaj Kański, polski prawnik, adwokat, działacz niepodległościowy, polityk (zm. 1898)
- 1820:
  - Józef Rychter, polski aktor, reżyser, dyrektor teatru (zm. 1885)
  - Giacomo Zanella, włoski poeta (zm. 1888)
- 1821 – Brunon Józef Szafarkiewicz, polski przyrodnik, nauczyciel, działacz społeczny (zm. 1892)
- 1822 – Napoleon Józef Bonaparte, francuski polityk (zm. 1891)
- 1823 – Joseph Leidy, amerykański paleontolog, anatom, parazytolog, geolog, botanik (zm. 1891)
- 1826 – Fryderyk I, wielki książę Badenii (zm. 1907)
- 1828 – Lew Tołstoj, rosyjski pisarz, krytyk literacki, myśliciel, pedagog (zm. 1910)
- 1831 – William Montagu-Douglas-Scott, brytyjski arystokrata, wojskowy, polityk (zm. 1914)
- 1834:
  - Paul Guttmann, niemiecki fizjolog, patolog pochodzenia żydowskiego (zm. 1893)
  - Mieczysław Gwalbert Pawlikowski, polski pisarz, dziennikarz, działacz polityczny, taternik (zm. 1903)
- 1837 – Samuel Siegfried Karl von Basch, austriacki lekarz, fizjolog, wynalazca pochodzenia żydowskiego (zm. 1905)
- 1838 – Ludwik Kubala, polski historyk, nauczyciel (zm. 1918)
- 1839:
  - Laura Spelman Rockefeller, amerykańska filantropka (zm. 1915)
  - Maria Swanenburg, holenderska seryjna morderczyni (zm. 1915)
- 1841 – Paul Eyschen, luksemburski polityk, premier Luksemburga (zm. 1915)
- 1842:
  - Mikołaj Bibikow, rosyjski generał, polityk, prezydent Warszawy (zm. 1923)
  - Edwin Płażek, polski prawnik, urzędnik, uczestnik powstania styczniowego (zm. 1925)
- 1843:
  - Alejandro Ferrant y Fischermans, hiszpański malarz (zm. 1917)
  - Pelagia Zgliczyńska, polska nauczycielka, uczestniczka powstania styczniowego, pamiętnikarka (zm. 1909)
- 1845:
  - Christen Christensen, norweski przemysłowiec (zm. 1923)
  - Marian Łomnicki, polski geolog, zoolog, encyklopedysta, pedagog (zm. 1915)
- 1846 – Svetozar Marković, serbski pisarz (zm. 1875)
- 1850:
  - Franz Deuticke, austriacki wydawca (zm. 1919)
  - Leopoldo Miguez, brazylijski kompozytor, dyrygent (zm. 1902)
  - Alfred von Scholtz, niemiecki inżynier budownictwa, polityk komunalny (zm. 1934)
- 1851 – Józef Stecewicz, polski inżynier kolejowy, wykładowca akademicki (zm. 1924)
- 1852 – John Henry Poynting, brytyjski fizyk, wykładowca akademicki (zm. 1914)
- 1853:
  - Wilhelm Binder, polski prawnik, sędzia, adwokat, polityk (zm. 1928)
  - Pierre Marie, francuski neurolog, wykładowca akademicki (zm. 1940)
- 1855:
  - Houston Stewart Chamberlain, niemiecki filozof pochodzenia brytyjskiego (zm. 1927)
  - Secondo Pia, włoski adwokat, fotograf amator (zm. 1941)
- 1856:
  - Francesco Saverio Merlino, włoski anarchista, prawnik (zm. 1930)
  - Karol Namysłowski, polski kompozytor, dyrygent, skrzypek (zm. 1925)
- 1857 – Ernst Siemerling, niemiecki psychiatra, neurolog (zm. 1931)
- 1858 – Stanisław Grochowicz, polski architekt, inżynier budownictwa (zm. 1938)
- 1859 – Włodzimierz Demetrykiewicz, polski archeolog, muzealnik (zm. 1937)
- 1860:
  - Frank Morley, brytyjski matematyk (zm. 1937)
  - Franz Nissl, niemiecki psychiatra, neurolog, neuropatolog (zm. 1919)
- 1864 – Louis Lingg, niemiecki anarchista (zm. 1887)
- 1865 – Józef Álvarez-Benavides de la Torre, hiszpański duchowny katolicki, męczennik, błogosławiony (zm. 1936)
- 1867 – Christian Thams, norweski architekt, przemysłowiec, dyplomata (zm. 1948)
- 1870 – Henryk Halban, polski neurolog, psychiatra, wykładowca akademicki pochodzenia żydowskiego (zm. 1933)
- 1872 – Josef Stránský, czeski dyrygent, kompozytor, marszand (zm. 1936)
- 1873:
  - Józef Flach, polski germanista, krytyk literacki i teatralny, publicysta (zm. 1944)
  - Max Reinhardt, niemiecki reżyser teatralny i filmowy (zm. 1943)
- 1874:
  - Stefan Ossowski, polski inżynier elektryk, przemysłowiec, polityk, minister przemysłu i handlu (zm. 1936)
  - Rosa Schapire, niemiecka historyk kultury, kolekcjonerka dzieł sztuki pochodzenia żydowskiego (zm. 1954)
- 1875 – Michał Woźniak, polski duchowny katolicki, męczennik, błogosławiony (zm. 1942)
- 1877 – James Evershed Agate, brytyjski pisarz, dziennikarz, krytyk teatralny (zm. 1947)
- 1878:
  - Adelaide Crapsey, amerykańska poetka, krytyk literacki, nauczycielka (zm. 1914)
  - Sergio Osmeña, filipiński polityk, prezydent Filipin (zm. 1961)
  - Aleksandr Smirnow, radziecki polityk (zm. 1938)
- 1879 – Mikołaj Kiedacz, polski prawnik, polityk, prezydent Poznania (zm. 1939)
- 1880:
  - Antoni Beszta-Borowski, polski duchowny katolicki, męczennik, błogosławiony (zm. 1943)
  - Manuel Borras, hiszpański biskup katolicki, męczennik, błogosławiony (zm. 1936)
- 1881:
  - Aniela Salawa, polska mistyczka, błogosławiona (zm. 1922)
  - Jerzy Smoleński, polski geograf, geolog, antropogeograf (zm. 1940)
- 1882 – Clem McCarthy, amerykański spiker radiowy (zm. 1962)
- 1883:
  - Ragnar Gripe, szwedzki żeglarz sportowy (zm. 1942)
  - Jan Marian Krassowski, polski astronom (zm. 1947)
- 1885 – Hans Meulengracht-Madsen, duński żeglarz sportowy (zm. 1966)
- 1886 – Karol Zagórski, polski pułkownik piechoty (zm. 1940)
- 1887 – Alf Landon, amerykański polityk (zm. 1987)
- 1889 – Marguerite Snow, amerykańska aktorka (zm. 1958)
- 1890:
  - Kurt Lewin, niemiecko-amerykański psycholog (zm. 1947)
  - Harland Sanders, amerykański przedsiębiorca (zm. 1980)
- 1891 – Wacław Majewski, polski duchowny katolicki, biskup pomocniczy warszawski (zm. 1983)
- 1892 – Nils Westermark, szwedzki żeglarz sportowy (zm. 1980)
- 1893 – Georges Detreille, francuski kolarz szosowy (zm. 1957)
- 1894:
  - Christian Donhauser, niemiecki pilot wojskowy, as myśliwski (zm. 1919)
  - Arthur Freed, amerykański kompozytor, producent filmowy (zm. 1973)
- 1895:
  - Hans-Georg von der Osten, niemiecki pilot wojskowy, as myśliwski (zm. 1987)
  - Roman Saloni, polski oficer, kawaler Orderu Virtuti Militari (zm. 1986)
- 1896 – Ugo Spirito, włoski filozof, ekonomista (zm. 1979)
- 1897 – Antoni Odrowąż, polski aktor (zm. 1976)
- 1898 – Styles Bridges, amerykański polityk, senator (zm. 1961)
- 1899 – Brassaï, węgierski fotograf, pisarz, rysownik, rzeźbiarz (zm. 1984)
- 1900:
  - Stanisław Drabik, polski śpiewak (tenor) i reżyser operowy (zm. 1971)
  - Edmund Hansen, duński kolarz torowy (zm. 1995)
  - James Hilton, brytyjski pisarz, scenarzysta filmowy (zm. 1954)
  - Franciszek Zagórnik, polski żołnierz, major Wojska Polskiego (zm. 1970)
- 1901:
  - Fortes, brazylijski piłkarz (zm. 1966)
  - Karol Ginter, polski porucznik kawalerii (zm. 1928)
  - Joannes Cassianus Pompe, holenderski patolog (zm. 1945)
- 1902:
  - Leon Baumgarten, polski historyk ruchu robotniczego, działacz socjalistyczny pochodzenia żydowskiego (zm. 1971)
  - Iwan Czarykow, radziecki polityk (zm. 1965)
  - Octave Terrienne, francuski duchowny katolicki, biskup, biskup, wikariusz apostolski Wysp Gilberta (zm. 1994)
- 1903:
  - Ryszard Przelaskowski, polski historyk, archiwista, bibliotekarz (zm. 1971)
  - Łew Szankowśkyj, ukraiński ekonomista, dziennikarz, historyk wojskowości (zm. 1995)
  - Fred Tootell, amerykański lekkoatleta, młociarz (zm. 1964)
- 1904:
  - Goffredo Alessandrini, włoski reżyser i scenarzysta filmowy (zm. 1978)
  - Tadeusz Kapeliński, polski polityk, członek PKWN (zm. 1970)
  - Feroze Khan, pakistański hokeista na trawie (zm. 2005)
- 1905 – Vytautas Bacevičius, litewski kompozytor, pianista (zm. 1970)
- 1906 – Harri Larva, fiński lekkoatleta, średniodystansowiec (zm. 1980)
- 1907:
  - Blagoje Marjanović, jugosłowiański piłkarz, trener (zm. 1984)
  - Edward Szymański, polski poeta, satyryk, dziennikarz (zm. 1943)
- 1908:
  - Jack Heaton, amerykański bobsleista, skeletonista (zm. 1976)
  - Cesare Pavese, włoski poeta, tłumacz (zm. 1950)
  - Edward Radulski, polski tancerz, choreograf, aktor (zm. 1975)
- 1909:
  - Arthur Jonath, niemiecki lekkoatleta, sprinter (zm. 1963)
  - Setsuko Matsudaira, księżna japońska (zm. 1995)
  - Jadwiga Mierzejewska, polska choreograf, pedagog (zm. 1988)
  - Kazimierz Tarwid, polski ekolog, wykładowca akademicki (zm. 1988)
- 1910:
  - Wincenty Galbis Girones, hiszpański prawnik, męczennik, błogosławiony (zm. 1936)
  - Dżafar Szarif-Emami, irański polityk, premier Iranu (zm. 1998)
- 1911:
  - Richard Baer, niemiecki funkcjonariusz nazistowski, komendant obozów koncentracyjnych Auschwitz-Birkenau i Mittelbau-Dora (zm. 1963)
  - Feliks Chrzan, polski ichtiolog (zm. 1986)
  - Paul Goodman, amerykański prozaik, poeta, dramaturg, psychoterapeuta (zm. 1972)
  - John Gorton, australijski polityk, premier Australii (zm. 2002)
  - Kozaburo Yoshimura, japoński reżyser filmowy (zm. 2000)
- 1912:
  - Franciszek Longchamps de Bérier, polski podporucznik, prawnik, wykładowca akademicki (zm. 1969)
  - Józef Nagórzański, polski polityk, poseł na Sejm PRL (zm. 1978)
  - Wilhelm Oxenius, niemiecki major (zm. 1979)
- 1913 – Piotr Dranko, radziecki pilot wojskowy, as myśliwski (zm. 1993)
- 1914:
  - Józef Teliga, polski pułkownik, żołnierz AK, działacz społeczny, polityk (zm. 2007)
  - Walenty Wójcik, polski duchowny katolicki, biskup pomocniczy sandomierski (zm. 1990)
- 1915 – Wilhelm Ząbroń, polski kapitan marynarki lekarz (zm. 1990)
- 1916 – Mikołaj Demczuk, polski kapitan, oficer organów bezpieczeństwa pochodzenia ukraińskiego (zm. 1996)
- 1917 – Jan Pilař, czeski poeta, tłumacz, krytyk literacki (zm. 1996)
- 1918:
  - Oscar Luigi Scalfaro, włoski polityk, prezydent Włoch (zm. 2012)
  - Boris Zachoder, rosyjski autor literatury dziecięcej, scenarzysta filmowy pochodzenia żydowskiego (zm. 2000)
- 1919:
  - Piotr Brajko, rosyjski wojskowy, partyzant (zm. 2018)
  - Gottfried Dienst, szwajcarski sędzia piłkarski (zm. 1998)
  - John Ljunggren, szwedzki lekkoatleta, chodziarz (zm. 2000)
- 1920:
  - Wiesław Jażdżyński, polski pisarz, dziennikarz (zm. 1998)
  - Jerzy Rachwał, polski podharcmistrz (zm. 2016)
  - Yang Baibing, chiński generał, polityk (zm. 2013)
- 1921:
  - Karol Chodura, polski operator i reżyser filmowy (zm. 2001)
  - Andrzej Dobrowolski, polski kompozytor, pedagog (zm. 1990)
  - Muhammad Abd al-Ghani al-Dżamasi, egipski marszałek polowy, polityk (zm. 2003)
  - Wacław Szybalski, polski onkolog, genetyk, biotechnolog (zm. 2020)
- 1922:
  - Pauline Baynes, brytyjska ilustratorka (zm. 2008)
  - Hans Georg Dehmelt, amerykański fizyk, laureat Nagrody Nobla pochodzenia niemieckiego (zm. 2017)
  - Manolis Glezos, grecki pisarz, działacz społeczny, polityk (zm. 2020)
  - Fortune Gordien, amerykański lekkoatleta, dyskobol (zm. 1990)
  - Witold Lesiewicz, polski reżyser filmów dokumentalnych i fabularnych (zm. 2012)
  - Mirosław Łebkowski, polski pisarz, tłumacz, autor tekstów piosenek (zm. 2010)
- 1923:
  - Andrzej Bachleda-Curuś, polski śpiewak operowy (tenor) (zm. 2009)
  - Daniel Carleton Gajdusek, amerykański biofizyk, pediatra, laureat Nagrody Nobla pochodzenia słowackiego (zm. 2008)
  - Jimmy Perry, brytyjski aktor, scenarzysta filmowy, kompozytor (zm. 2016)
  - Cliff Robertson, amerykański aktor (zm. 2011)
  - Jan Szargut, polski inżynier, energetyk, termodynamik (zm. 2017)
  - Elmārs Zemgalis, łotewski szachista (zm. 2014)
- 1924:
  - Jane Greer, amerykańska aktorka (zm. 2001)
  - Sylvia Miles, amerykańska aktorka (zm. 2019)
  - Russell M. Nelson, amerykański przywódca religijny, siedemnasty prezydent Kościoła Jezusa Chrystusa Świętych w Dniach Ostatnich
  - Henrik Tikkanen, fiński pisarz, aforysta, rysownik (zm. 1984)
  - Rik Van Steenbergen, belgijski kolarz szosowy i torowy (zm. 2003)
- 1925:
  - Tadeusz Butler, polski architekt, żołnierz ZWZ i AK (zm. 2017)
  - Roque Olsen, argentyński piłkarz, trener pochodzenia duńskiego (zm. 1992)
- 1926:
  - Jusuf al-Kardawi, egipski teolog i uczony islamski (zm. 2022)
  - Annie Kriegel, francuska historyk, dziennikarka (zm. 1995)
  - Janusz Przedpełski, polski działacz sportowy (zm. 2008)
  - Hannes Schmidhauser, szwajcarski aktor, reżyser filmowy (zm. 2000)
  - Gierman Zonin, rosyjski piłkarz, trener (zm. 2021)
- 1927:
  - Lino Garavaglia, włoski duchowny katolicki, biskup Cesena-Sarsina (zm. 2020)
  - Elvin Jones, amerykański perkusista jazzowy (zm. 2004)
  - Eugeniusz Kot, polski nauczyciel, polityk, poseł na Sejm PRL (zm. 2010)
  - Sergiusz Papliński, polski malarz, żołnierz powojennego podziemia antykomunistycznego, działacz emigracyjny (zm. 2022)
- 1928:
  - Moses Anderson, amerykański duchowny katolicki, biskup pomocniczy Detroit (zm. 2013)
  - Fritz Herkenrath, niemiecki piłkarz, bramkarz (zm. 2016)
  - Sol LeWitt, amerykański artysta (zm. 2007)
  - Zurab Pataridze, radziecki i gruziński polityk (zm. 1982)
- 1929:
  - Kazimierz Janus, polski aktor (zm. 2008)
  - Barbara Martynowicz, polska aktorka (zm. 2022)
  - Nick Ramus, amerykański aktor (zm. 2007)
  - Tadeusz Szlagor, polski siatkarz, trener (zm. 2002)
- 1930:
  - Francis Patrick Carroll, australijski duchowny katolicki, biskup Wagga Wagga, arcybiskup Canberry-Goulburn (zm. 2024)
  - Tadeusz Jurasz, polski aktor (zm. 2019)
  - Frank Lucas, amerykański gangster, handlarz narkotyków (zm. 2019)
  - Jean Spautz, luksemburski polityk
- 1931:
  - Edwin Bhend, szwajcarski szachista (zm. 2025)
  - Lisa Larson, szwedzka ceramiczka, rzeźbiarka, projektantka (zm. 2024)
  - Vincent Rizzotto, amerykański duchowny katolicki, biskup pomocniczy Galveston-Houston (zm. 2021)
  - Waldemar Świerzy, polski plakacista, malarz, grafik (zm. 2013)
  - Margaret Tyzack, brytyjska aktorka (zm. 2011)
- 1932:
  - Vytautas Bubnys, litewski prozaik, dramaturg, eseista, polityk (zm. 2021)
  - Jan Konieczny, polski polityk, poseł na Sejm PRL
  - Jerzy Morawski, polski muzykolog, wykładowca akademicki (zm. 2023)
- 1933:
  - Michael Novak, amerykański ekonomista, politolog, polityk (zm. 2017)
  - Kazimierz Rynkowski, polski prawnik, działacz partyjny i państwowy, wiceprezydent i prezydent Gdańska (zm. 2022)
  - Antoni Sołtysik, polski duchowny katolicki, dziennikarz, duszpasterz grup młodzieżowych (zm. 2018)
- 1934:
  - Jáchym Bulín, czeski skoczek narciarski (zm. 2021)
  - Nicholas Liverpool, dominicki polityk, prezydent Dominiki (zm. 2015)
  - Waldo Machado da Silva, brazylijski piłkarz (zm. 2019)
- 1935:
  - Ewa Jezierska, polska zakonnica, biblistka, teolog (zm. 2018)
  - Chaim Topol, izraelski aktor (zm. 2023)
  - Edward Warchoł, polski duchowny katolicki, socjolog religii, profesor nauk humanistycznych, nauczyciel akademicki (zm. 2025)
- 1936:
  - Marie Fikáčková, czeska seryjna morderczyni (zm. 1961)
  - Maksymilian Bart Kozłowski, polski poeta, prozaik (zm. 2020)
  - Peter Lin Jiashan, chiński duchowny katolicki, arcybiskup Fuzhou (zm. 2023)
  - Carlos Ortiz, portorykański bokser (zm. 2022)
- 1937 – Vladimir Țincler, mołdawski piłkarz, trener (zm. 2016)
- 1938 – Andrzej Smirnow, polski polityk, poseł na Sejm RP
- 1939:
  - Lev Bukovský, słowacki matematyk (zm. 2021)
  - Zbigniew Namysłowski, polski saksofonista jazzowy (zm. 2022)
  - Re’uwen Riwlin, izraelski prawnik, polityk, prezydent Izraela
  - Mario Trebbi, włoski piłkarz (zm. 2018)
- 1940:
  - Gentil Delázari, brazylijski duchowny katolicki, biskup Sinop (zm. 2022)
  - Wiesław Łukaszewski, polski psycholog (zm. 2024)
  - Vicente Segrelles, hiszpański autor komiksów
  - Andrzej Sykta, polski piłkarz (zm. 2024)
  - Lothar Ulsaß, niemiecki piłkarz (zm. 1999)
- 1941:
  - Otis Redding, amerykański piosenkarz (zm. 1967)
  - Dennis Ritchie, amerykański informatyk (zm. 2011)
  - Stanisław Stratiew, bułgarski prozaik, dramaturg, scenarzysta filmowy (zm. 2000)
- 1942:
  - Henryk Kawiorski, polski pisarz
  - Tadeusz Świerczewski, polski architekt, działacz opozycji antykomunistycznej
- 1943:
  - Sulejman Dibra, albański aktor (zm. 2018)
  - Keith Murdoch, nowozelandzki rugbysta (zm. 2018)
  - Tom Shippey, brytyjski literaturoznawca, krytyk literacki
- 1944:
  - Roland Andersson, szwedzki zapaśnik
  - Bernard-Nicolas Aubertin, francuski duchowny katolicki, arcybiskup Tours
  - Álvaro Gil-Robles, hiszpański prawnik, wykładowca akademicki, rzecznik praw obywatelskich i komisarz praw człowieka Rady Europy
- 1945:
  - Robert Alexy, niemiecki filozof, prawnik
  - Benjamín Castillo Plascencia, meksykański duchowny katolicki, biskup Celaya
  - Attila Laták, węgierski zapaśnik (zm. 1991)
  - David Travis, brytyjski lekkoatleta, oszczepnik
- 1946:
  - Marek Bożejko, polski matematyk
  - Aleksander Doba, polski podróżnik, kajakarz (zm. 2021)
  - Kōichirō Hirayama, japoński zapaśnik
  - Evert Gerrit Kroon, holenderski piłkarz wodny, bramkarz
  - José Pinto Ribeiro, portugalski prawnik, polityk
  - Eugeniusz Szumiejko, polski astronom, działacz opozycji antykomunistycznej (zm. 2020)
- 1947:
  - Andrzej Grabowski, polski poeta, tłumacz
  - Akihiko Honda, japoński promotor i menedżer bokserski
  - Heikki Ikola, fiński biathlonista
  - Andrzej Olechowski, polski ekonomista, polityk, minister finansów i spraw zagranicznych
  - Manfred Ulbricht, niemiecki kolarz torowy
  - Stanisław Waśkiewicz, polski lekkoatleta, średniodystansowiec (zm. 2012)
  - Harthorne Wingo, amerykański koszykarz
- 1948:
  - Jim Ard, amerykański koszykarz
  - Miszal Samaha, libański polityk
  - Tomasz Sikora, polski fotograf
- 1949:
  - Daniel Pipes, amerykański historyk pochodzenia żydowskiego
  - Maciej Szary, polski aktor
  - Krzysztof Żmijewski, polski inżynier (zm. 2015)
- 1950:
  - Omer Beriziky, madagaskarski dyplomata, polityk, premier Madagaskaru
  - Steve Downing, amerykański koszykarz
- 1951:
  - Alexander Downer, australijski polityk
  - Zbigniew Głowienka, polski generał
  - Ildikó Schwarczenberger, węgierska florecistka (zm. 2015)
- 1952:
  - Marie-Daniel Dadiet, iworyjski duchowny katoliki, biskup Katiola, arcybiskup Korhogo (zm. 2023)
  - Manuel Göttsching, niemiecki gitarzysta, członek zespołu Ash Ra Tempel (zm. 2022)
  - Józef Makosz, polski nauczyciel, przedsiębiorca, samorządowiec, prezydent Rybnika
  - David A. Stewart, brytyjski muzyk, producent nagrań, kompozytor, wokalista, gitarzysta
  - José María de la Torre Martín, meksykański duchowny katolicki, biskup Aguascalientes (zm. 2020)
- 1953:
  - Ryszard Jedliński, polski piłkarz ręczny, trener (zm. 2023)
  - Aliszer Usmanow, rosyjski miliarder pochodzenia uzbeckiego
  - Manjula Vijayakumar, indyjska aktorka (zm. 2013)
- 1954:
  - Chris Campbell, amerykański zapaśnik
  - Walter Davis, amerykański koszykarz (zm. 2023)
  - Jacek Socha, polski ekonomista, polityk, minister skarbu państwa
- 1955:
  - Zdzisław Antoń, polski samorządowiec, starosta lubelski
  - Hanna Bieniuszewicz, polska aktorka
  - Henryk Ciereszko, polski duchowny katolicki, biskup pomocniczy białostocki
  - Jerzy Hertel, polski samorządowiec, polityk, poseł na Sejm RP
  - Billy Sanders, australijski żużlowiec
  - Björne Väggö, szwedzki szpadzista
  - Mariusz Wojciechowski, polski aktor
- 1956:
  - Anatolij Arcebarski, ukraiński pilot wojskowy, kosmonauta
  - Włodzimierz Borodziej, polski historyk (zm. 2021)
  - Mauro Cutrufo, włoski samorządowiec, polityk
  - Silviu Lung, rumuński piłkarz, bramkarz
  - Zofia Szweykowska-Kulińska, polska biochemik, wykładowczyni akademicka
- 1957:
  - Pierre-Laurent Aimard, francuski pianista, pedagog
  - Bożena Bednarek-Michalska, polska nauczycielka, bibliotekarka (zm. 2021)
  - Šefik Džaferović, bośniacki polityk, przewodniczący Prezydium Bośni i Hercegowiny
  - Mirosław Majka, polski samorządowiec, starosta świdwiński
  - Gabriele Tredozi, włoski inżynier i projektant Formuły 1
- 1958:
  - Nathalie Guetta, francuska aktorka
  - Karol Młynarczyk, polski lekarz, samorządowiec, wicewojewoda łódzki
  - Ștefan Negrișan, rumuński zapaśnik
- 1959:
  - Matti Rönkä, fiński dziennikarz, pisarz
  - Éric Serra, francuski kompozytor muzyki filmowej
  - Laurent Vial, szwajcarski kolarz szosowy
- 1960:
  - Zygmunt Berdychowski, polski polityk, poseł na Sejm RP
  - Hugh Grant, brytyjski aktor, producent filmowy
  - Piotr Kielan, polski malarz, nauczyciel akademicki
  - Rod McLachlan, amerykański aktor
  - Urmas Sisask, estoński kompozytor (zm. 2022)
  - Waldemar Tarczyński, polski ekonomista, wykładowca akademicki
  - Chris White, nowozelandzki wioślarz
- 1961:
  - Jan-Eric Antonsson, szwedzki badmintonista
  - Arkadij Batałow, ukraiński piłkarz, bramkarz, trener pochodzenia rosyjskiego
  - Matjaž Kek, słoweński piłkarz, trener
  - Pietro Lagnese, włoski duchowny katolicki, biskup Ischii
  - Marek Podsiadło, polski piłkarz, trener
  - Andrej Wiadziernikau, białoruski mistrz japońskich sztuk walki
- 1962:
  - Tadeusz Dmochowski, polski politolog (zm. 2022)
  - Renato Gaúcho, brazylijski piłkarz, trener
  - Mark Linkous, amerykański piosenkarz, kompozytor (zm. 2010)
  - Liza Marklund, szwedzka dziennikarka, pisarka
- 1963:
  - Christopher A. Coons, amerykański polityk, senator
  - Roberto Donadoni, włoski piłkarz, trener
  - Markus Wasmeier, niemiecki narciarz alpejski
- 1964:
  - John Hughes, szkocki piłkarz, trener
  - Cæcilie Norby, duńska wokalistka jazzowa
  - Paul Thorp, angielski żużlowiec
- 1965:
  - Chip Esten, amerykański aktor, komik, piosenkarz
  - Jean-Louis Harel, francuski kolarz szosowy
  - Janusz Janowski, polski artysta malarz, teoretyk sztuki, muzyk
  - Erick Lonnis, kostarykański piłkarz, bramkarz
  - Dan Majerle, amerykański koszykarz
- 1966:
  - David Bennent, szwajcarski aktor
  - Lance Blanks, amerykański koszykarz (zm. 2023)
  - Georg Hackl, niemiecki saneczkarz
  - Adam Sandler, amerykański aktor, komik, producent filmowy pochodzenia żydowskiego
  - Alison Sydor, kanadyjska kolarka górska
- 1967:
  - Hana Andronikova, czeska pisarka (zm. 2011)
  - B.J. Armstrong, amerykański koszykarz
  - Waldo Rubén Barrionuevo, boliwijski duchowny katolicki, redemptorysta, biskup pomocniczy i wikariusz Reyes (zm. 2022)
  - Akshay Kumar, indyjski aktor
- 1968:
  - Shahbaz Bhatti, pakistański polityk (zm. 2011)
  - Lila Downs, meksykańska piosenkarka, kompozytorka
  - Jon Drummond, amerykański lekkoatleta, sprinter
  - Łukasz Kośmicki, polski operator filmowy
  - Hans-Peter Steinacher, austriacki żeglarz sportowy
- 1969:
  - Piotr Babinetz, polski histroryk, samorządowiec, poltyk, poseł na Sejm RP
  - Rachel Hunter, nowozelandzka modelka
  - Sean Rooks, amerykański koszykarz (zm. 2016)
- 1970:
  - Warren Barrett, jamajski piłkarz, bramkarz
  - Zbyněk Hráček, czeski szachista
  - Barbara Kaczor, polska organistka
  - Warren Kidd, amerykański koszykarz
  - Pierre Laigle, francuski piłkarz
  - Lucjan (Mic), rumuński biskup prawosławny
  - Frank Möller, niemiecki judoka
  - Sascha Paeth, niemiecki muzyk, kompozytor, producent muzyczny, członek zespołów: Avantasia, Luca Turilli’s Dreamquest, Heavens Gate i Trillium
  - Natalia Streignard, wenezuelska aktorka pochodzenia niemiecko-argentyńskiego
- 1971:
  - Paweł Chochlew, polski aktor, reżyser i scenarzysta filmowy
  - Ann-Cathrin Eriksen, norweska piłkarka ręczna
  - Kjersti Grini, norweska piłkarka ręczna
  - Dow Lipman, izraelski rabin, działacz społeczny, polityk
  - Waldemar Sługocki, polski politolog, urzędnik samorządowy i państwowy
  - Henry Thomas, amerykański aktor
  - Tomasz Zając, polski samorządowiec, burmistrz Hrubieszowa
- 1972:
  - Bryan Bronson, amerykański lekkoatleta, płotkarz
  - Mike Hampton, amerykański baseballista
  - Kim Ga-yeon, południowokoreańska aktorka
  - Jakko Jan Leeuwangh, holenderski łyżwiarz szybki
  - Rodrigo Medina de la Cruz, meksykański prawnik, polityk
  - Maksim Nizowcew, kazachski piłkarz
  - Miriam Oremans, holenderska tenisistka
  - Goran Višnjić, chorwacki aktor
  - Michał Wiśniewski, polski wokalista, autor tekstów, członek zespołu Ich Troje, aktor, prezenter telewizyjny
- 1973:
  - Frode Andresen, norweski biathlonista
  - Zaza Burczuladze, gruziński prozaik, dramaturg, dziennikarz, publicysta, tłumacz, aktor
  - Jérôme Golmard, francuski tenisista (zm. 2017)
  - Krzysztof Grabowski, polski dziennikarz, samorządowiec, wicemarszałek województwa wielkopolskiego
  - Aitor Osa, baskijski kolarz szosowy
  - Maria Peszek, polska aktorka, piosenkarka
  - Katarzyna Surmacka, polska lekkoatletka, sprinterka
- 1974:
  - Lina Brazdeikytė, litewska koszykarka, trenerka
  - Jesús Álvarez, hiszpański wioślarz
  - Mathias Färm, szwedzki gitarzysta, członek zespołu Millencolin
  - Gok Wan, brytyjski stylista, projektant mody, prezenter telewizyjny pochodzenia chińskiego
  - Krzysztof Konon, polski piłkarz
  - Leah O’Brien-Amico, amerykańska softballistka
  - Wołodymyr Piatenko, ukraiński piłkarz, trener
  - Adrian Robertson, australijski judoka
  - Gerrit Schotte, polityk z Curaçao, premier
  - Ryan Tobin, amerykański zapaśnik
  - Ivo Ulich, czeski piłkarz
- 1975:
  - Tomasz Bajerski, polski żużlowiec
  - Michael Bublé, kanadyjski wokalista jazzowy, aktor
  - Tom McClure, amerykański strongman
  - Tomáš Požár, czeski piłkarz, trener
  - Dorota Siudek, polska łyżwiarka figurowa
  - Andriej Sołomatin, rosyjski piłkarz
- 1976:
  - Juan A. Baptista, wenezuelski aktor, model
  - Jakub Bednaruk, polski siatkarz
  - Sebastian Ciemnoczołowski, polski przedsiębiorca, samorządowiec, wicemarszałek województwa lubuskiego
  - Artiom Kiurengian, grecki zapaśnik pochodzenia ormiańskiego
  - José Loayza, boliwijski piłkarz
  - Lúcia Moniz, portugalska aktorka, piosenkarka
  - Hanno Möttölä, fiński koszykarz
  - Landry Poulangoye, gaboński piłkarz
  - Aki Riihilahti, fiński piłkarz
  - Kristoffer Rygg, norweski wokalista, członek zespołów: Ulver, Borknagar i Arcturus
  - Michael Specht, niemiecki aktor, piosenkarz, autor tekstów
- 1977:
  - Piotr Bobras, polski szachista
  - Maja Motylewska, polska siatkarka
  - Weronika Ratusińska-Zamuszko, polska kompozytorka
  - Adrian Sobczyński, polski piłkarz, trener
  - Fatih Tekke, turecki piłkarz
- 1978:
  - Shane Battier, amerykański koszykarz
  - Maurizio Martina, włoski samorządowiec, polityk
  - Kazuya Yoshioka, japoński skoczek narciarski
- 1979:
  - Szamil Alijew, tadżycki i rosyjski zapaśnik
  - Marcin Bosak, polski aktor
  - Paweł Hreniak, polski samorządowiec, polityk, wojewoda dolnośląski
- 1980:
  - Ragnhild Aamodt, norweska piłkarka ręczna
  - Václav Drobný, czeski piłkarz (zm. 2012)
  - Jani Liimatainen, fiński gitarzysta
  - Magdalena Modra, polska piosenkarka, aktorka, prezenterka telewizyjna, modelka
  - Teemu Rannikko, fiński koszykarz
  - Michelle Williams, amerykańska aktorka
- 1981:
  - Sebastian Biela, polski hokeista, darter
  - Grzegorz Dziamka, polski perkusista, członek zespołu Afromental
  - Julie Gonzalo, argentyńska aktorka
  - Savita Halappanavar, Hinduska mieszkająca w Irlandii, śmiertelna ofiara zakazu przerywania ciąży (zm. 2012)
  - Sunny Ekeh Kingsley, nigeryjski piłkarz
  - Michał Sobieraj, polski szpadzista
- 1982:
  - Sharrod Ford, amerykański koszykarz
  - Francesco Gabbani, włoski piosenkarz
  - Wélissa Gonzaga, brazylijska siatkarka
  - Ai Ōtsuka, japońska piosenkarka, kompozytorka
  - Szilvia Péter-Szabó, węgierska piosenkarka
  - Ryōko Shiraishi, japońska piosenkarka, aktorka głosowa
- 1983:
  - Shin Kanazawa, japoński piłkarz
  - Zoe Kazan, amerykańska aktorka
  - Bartłomiej Marszałek, polski motorowodniak
  - David Moss, amerykański koszykarz
  - Rory Rawlyk, kanadyjski hokeista pochodzenia polskiego
  - Vojtěch Schulmeister, czeski piłkarz
  - Rodrigo Souto, brazylijski piłkarz
- 1984:
  - Brad Guzan, amerykański piłkarz, bramkarz
  - Mikałaj Janusz, białoruski piłkarz
  - Vincent Laban, cypryjski piłkarz pochodzenia francuskiego
  - Mirosław Nahacz, polski pisarz, scenarzysta (zm. 2007)
  - Wiktorija Nikiszyna, rosyjska florecistka
  - Rubén Ruzafa, hiszpański kolarz górski i przełajowy, triathlonista
  - Michalis Sifakis, grecki piłkarz, bramkarz
  - Andriej Silnow, rosyjski lekkoatleta, skoczek wzwyż
  - Wissem Ben Yahia, tunezyjski piłkarz
- 1985:
  - Walerij Dymo, ukraiński pływak
  - Li’or Elijjahu, izraelski koszykarz
  - Iga Karst, polska pisarka
  - Sacha Kljestan, amerykański piłkarz
  - Luka Modrić, chorwacki piłkarz
  - Lilyana Natsir, indonezyjska badmintonistka
  - J.R. Smith, amerykański koszykarz
  - Igor Szmakow, rosyjski aktor (zm. 2011)
- 1986:
  - Jason Lamy Chappuis, francuski kombinator norweski
  - Svetlana Dukule, łotewska siatkarka
  - Brittney Reese, amerykańska lekkoatletka, skoczkini w dal
  - Wang Guanyin, chiński gimnastyk
  - Makoto Matsuura, japońska siatkarka
- 1987:
  - Afrojack, holenderski didżej, producent muzyczny
  - Sebastian Colloredo, włoski skoczek narciarski
  - Riley Cooper, amerykański futbolista
  - Abel Dhaira, ugandyjski piłkarz, bramkarz (zm. 2016)
  - Ahmed El-Mohamadi, egipski piłkarz
  - Joshua Herdman, brytyjski aktor, zawodnik MMA
  - Jung Il-woo, południowokoreański aktor
  - Olesia Jermolenko, kazachska lekkoatletka, tyczkarka
  - Kornelia Nitzler, polska wioślarka
  - Alexis Palisson, francuski rugbysta
  - Andrea Petković, niemiecka tenisistka pochodzenia serbskiego
  - Alex Song, kameruński piłkarz
  - Clayton Snyder, amerykański aktor
  - Milan Stanković, serbski piosenkarz
  - Katie Stripling, amerykańska lekkoatletka, tyczkarka
  - Kalilou Traoré, malijski piłkarz
- 1988:
  - Bassem Amin, egipski szachista
  - Sukanya Chomchuendee, tajska lekkoatletka, tyczkarka
  - Danilo D’Ambrosio, włoski piłkarz
  - Piotr Janiak, polski siatkarz plażowy, trener piłki siatkowej
  - Will Middlebrooks, amerykański baseballista
  - Helke Nieschlag, niemiecka wioślarka
  - Jewgienij Rymariew, kazachski hokeista
  - Ádám Vass, węgierski piłkarz
- 1989:
  - Dairis Bertāns, łotewski koszykarz
  - Jean Boutes, francusko-polski rugbysta
  - Issa Gouo, burkiński piłkarz
  - Madox, polski piosenkarz, kompozytor, autor tekstów
- 1990:
  - Ophélie-Cyrielle Étienne, francuska pływaczka
  - Letícia Hage, brazylijska siatkarka
  - Ivan Ramljak, chorwacko-bośniacki koszykarz
  - Vasco Regini, włoski piłkarz
  - Haley Reinhart, amerykańska piosenkarka, kompozytorka, autorka tekstów
- 1991:
  - Kelsey Asbille, amerykańska aktorka
  - Julia Boserup, amerykańska tenisistka
  - Maiko Gogoladze, gruzińska lekkoatletka, skoczkini w dal
  - Sandro Gotal, austriacki piłkarz pochodzenia chorwackiego
  - Oscar, brazylijski piłkarz
  - Danilo Pereira, portugalski piłkarz pochodzenia gwinejskiego
  - Gözde Yılmaz, turecka siatkarka
- 1992:
  - Patrick Farkas, austriacki piłkarz pochodzenia węgierskiego
  - Damian McGinty, irlandzki aktor, wokalista, członek zespołu Celtic Thunder
  - Jełdos Smietow, kazachski judoka
- 1993:
  - Lauren Clinton, amerykańska aktorka
  - Josh Gray, amerykański koszykarz
  - Ryōhei Katō, japoński gimnastyk
  - Sharon van Rouwendaal, holenderska pływaczka
  - Charlie Stewart, amerykański aktor
- 1994:
  - Úber Cuero Muñoz, kubański zapaśnik
  - Tatjana Dmitrijewa, rosyjska siatkarka
  - Ali Faez, iracki piłkarz
  - Ņikita Jevpalovs, łotewski hokeista
  - Gilbert Koomson, ghański piłkarz
  - Jesús Rubio, andorski piłkarz
- 1995:
  - Soufyan Ahannach, marokański piłkarz
  - Nacho Gil, hiszpański piłkarz
  - Michał Helik, polski piłkarz
  - Brandon Koppers, kanadyjski siatkarz
- 1996:
  - Bersant Celina, kosowski piłkarz
  - Lennard Kämna, niemiecki kolarz szosowy
  - Eleni-Klaudia Polak, grecka lekkoatletka, tyczkarka
  - Albert Rafetraniaina, madagaskarski piłkarz
  - Jaïro Riedewald, holenderski piłkarz
  - Gabby Williams, amerykańska koszykarka
  - Stephen Zimmerman, amerykański koszykarz
- 1997:
  - László Bénes, słowacki piłkarz pochodzenia węgierskiego
  - Alessandro D’Addario, sanmaryński piłkarz
  - Fredrik Jensen, fiński piłkarz pochodzenia szwedzkiego
  - Rachael Karker, kanadyjska narciarka dowolna
  - Javier Ontiveros, hiszpański piłkarz
  - Denis Stumpf, luksemburski piłkarz
  - Felix Uduokhai, niemiecki piłkarz pochodzenia nigeryjskiego
- 1998:
  - Choi Min-jeong, południowokoreańska łyżwiarka szybka, specjalistka short tracku
  - Colin Dagba, francuski piłkarz pochodzenia benińskiego
  - Paulina Dziopa, polska judoczka
  - Mateusz Laskowski, polski siatkarz
  - Jordan Nwora, amerykańsko-nigeryjski koszykarz
  - Mikael Ymer, szwedzki tenisista
- 1999:
  - Bilal Hassani, francuski piosenkarz pochodzenia marokańskiego
  - Roksana Słupek, polska triathlonistka
  - Uudam, chińsko-mongolski piosenkarz ludowy
  - Kristoffer Velde, norweski piłkarz
- 2000:
  - Carson Branstine, amerykańska tenisistka
  - Victoria de Marichalar y Borbón, hiszpańska księżniczka
  - Rabbi Matondo, walijski piłkarz pochodzenia kongijskiego
  - Moisés Ramírez, ekwadorski piłkarz, bramkarz
- 2001:
  - Ali Al-Obaidi, iracki zapaśnik
  - Rino Kataoka, japońska zapaśniczka
  - Adrianna Kąkol, polska kajakarka
  - Arthur Okonkwo, angielski piłkarz pochodzenia nigeryjskiego
  - Ukaleq Astri Slettemark, grenlandzka biathlonistka
  - Bryan Zaragoza, hiszpański piłkarz
- 2002:
  - Rok Ažnoh, słoweński narciarz alpejski
  - Wahib Hdiouech, tunezyjski judoka
  - Jhon Jhon, brazylijski piłkarz
  - Timothée Pembélé, francuski piłkarz pochodzenia kongijskiego
- 2003 – Raphael Lea‘i, salomoński piłkarz
- 2004 – Marselino Ferdinan, indonezyjski piłkarz

## Zmarli
- 276 – Florian, cesarz rzymski (ur. 232)
- 1000 – Olaf I Tryggvason, król Norwegii (ur. 963–69)
- 1087 – Wilhelm Zdobywca, książę Normandii, król Anglii (ur. 1027/28)
- 1191 – Konrad II Otto, książę Czech, margrabia Moraw (ur. 1135)
- 1285 – Kunegunda Halicka, królowa Czech (ur. 1246)
- 1312 – Otto III, książę Dolnej Bawarii, król Węgier (ur. 1261)
- 1398 – Jakub I, król Cypru (ur. 1334)
- 1437:
  - Lucido Conti, włoski kardynał (ur. ?)
  - Jan Roháč z Dubé, czeski hetman husycki (ur. ?)
- 1438 – Edward I Aviz, król Portugalii (ur. 1391)
- 1487 – Chénghuà, cesarz Chin (ur. 1447)
- 1488 – Franciszek II, książę Bretanii (ur. 1433)
- 1513 – Jakub IV, król Szkocji (ur. 1473)
- 1515 – Józef Wołocki, rosyjski mnich i święty prawosławny (ur. 1440)
- 1519 – René de Prie, francuski duchowny katolicki, biskup Bayeux, kardynał (ur. 1451)
- 1522 – Erazm Ciołek, polski duchowny katolicki, biskup płocki (ur. 1474)
- 1527:
  - Johann Blankenfelde, niemiecki duchowny katolicki, biskup Rewla i Dorpatu, arcybiskup Rygi (ur. 1471)
  - Ferdinando Ponzetti, włoski duchowny katolicki, biskup Molfetty i Grosseto, kardynał (ur. 1444)
- 1569 – Pieter Bruegel (starszy), niderlandzki malarz (ur. ok. 1525)
- 1583 – Humphrey Gilbert, angielski żeglarz (ur. ok. 1537)
- 1589 – Pedro de Andrade Caminha, portugalski poeta (ur. po 1520)
- 1596 – Anna Jagiellonka, królowa Polski (ur. 1523)
- 1600 – (lub 1601) Joris Hoefnagel, holenderski malarz, rysownik, poeta, humanista (ur. 1542)
- 1611 – Eleonora Medycejska, księżniczka Toskanii, księżna Mantui i Monferrato (ur. 1567)
- 1626 – Abraham Govaerts, flamandzki malarz (ur. 1589)
- 1676 – Paul Chomedey de Maissonneuve, francuski wojskowy, założyciel Montrealu (ur. 1612)
- 1684 – Jan Kasper II von Ampringen, administrator urzędu wielkiego mistrza zakonu krzyżackiego (ur. 1619)
- 1693 – Saikaku Ihara, japoński pisarz (ur. 1642)
- 1696 – Eleonora Wettyn, księżniczka Saksonii-Eisenach, margrabina Ansbach, księżna elektorowa Saksonii (ur. 1662)
- 1712 – Johann Georg Heinsch, niemiecko-czeski malarz (ur. 1647)
- 1730 – Charles FitzRoy, brytyjski arystokrata (ur. 1662)
- 1736 – Wasilij Proncziszczew, rosyjski podróżnik, badacz (ur. 1702)
- 1741 – Pauline-Félicité de Mailly, francuska arystokratka (ur. 1712)
- 1755 – Johann Lorenz von Mosheim, niemiecki duchowny luterański, historyk Kościoła (ur. 1693)
- 1787 – Ignacy Cieszkowski, polski szlachcic, polityk (ur. 1704)
- 1792 – Charles-Xavier de Francqueville d’Abancourt, francuski polityk (ur. 1758)
- 1802 – Michał Barszczewski, polski duchowny katolicki, misjonarz (ur. 1719)
- 1806:
  - Józef Wincenty Gołuchowski, polski szlachcic, polityk (ur. 1734)
  - William Paterson, amerykański prawnik, polityk (ur. 1745)
- 1807 – Kazimierz Wolmer, polski polityk (ur. 1723)
- 1809 – August Ludwig von Schlözer, niemiecki historyk (ur. 1735)
- 1813 – Jerzy I, książę Waldeck-Pyrmont (ur. 1747)
- 1815 – John Singleton Copley, amerykański malarz, rysownik (ur. 1738)
- 1822:
  - Piotr Konownicyn, rosyjski generał piechoty (ur. 1764)
  - Hildebrand Oakes, brytyjski generał porucznik, polityk (ur. 1754)
- 1830 – Adam Prosper Burzyński, polski duchowny katolicki, biskup sandomierski (ur. 1753)
- 1834 – James Weddell, brytyjski żeglarz, odkrywca (ur. 1787)
- 1841 – Augustin Pyramus de Candolle, szwajcarski botanik (ur. 1778)
- 1843 – Günther von Berg, niemiecki prawnik, polityk (ur. 1765)
- 1844 – Silvestro Belli, włoski duchowny katolicki, biskup Jesi, kardynał (ur. 1781)
- 1847 – Jan Stanisław Antoni Wolicki, polski polityk (ur. 1766)
- 1849 – Michał Romanow, wielki książę Rosji (ur. 1798)
- 1852 – Wincenty Hipolit Gawarecki, polski prawnik, historyk, dramaturg (ur. 1788)
- 1856 – James Aldrich, amerykański poeta (ur. 1910)
- 1861 – Piotr Bonhomme, francuski duchowny katolicki, błogosławiony (ur. 1803)
- 1863 – Ignacy Budziłowicz, polski porucznik, dezerter z Armii Imperium Rosyjskiego, uczestnik powstania styczniowego (ur. 1841)
- 1864 – Jakub Laval, francuski duchowny katolicki, misjonarz, błogosławiony (ur. 1803)
- 1865 – Franciszek Herbich, polski lekarz, botanik, balneolog pochodzenia austriackiego (ur. 1791)
- 1867 – Julius Hermann Kröhl, amerykański inżynier, wynalazca pochodzenia niemieckiego (ur. 1820)
- 1869 – Otto Jahn, niemiecki archeolog, filolog klasyczny, muzykolog, wykładowca akademicki (ur. 1813)
- 1870 – Louise Lehzen, niemiecka guwernantka królowej Wiktorii (ur. 1784)
- 1871 – Stand Watie, wódz Czirokezów, generał armii Konfederacji (ur. ?)
- 1872 – Karol August Heylman, polski prawnik (ur. 1796)
- 1882 – George Grey, brytyjski arystokrata, polityk (ur. 1799)
- 1883 – Victor Puiseux, francuski matematyk, astronom (ur. 1820)
- 1891 – Jules Grévy, francuski polityk, prezydent Francji (ur. 1813)
- 1894 – Heinrich Brugsch, niemiecki egiptolog (ur. 1827)
- 1896:
  - Gustave Le Vavasseur, francuski poeta, prozaik (ur. 1819)
  - Luigi Palmieri, włoski astronom, matematyk, meteorolog (ur. 1807)
- 1898 – Stéphane Mallarmé, francuski poeta (ur. 1842)
- 1901:
  - Félix Biet,francuski duchowny katolicki, misjonarz, wikariusz apostolski Tybetu (ur. 1838)
  - Bernardo Agusto Thiel Hoffman, niemiecki duchowny katolicki, biskup San José de Costa Rica (ur. 1850)
  - Henri de Toulouse-Lautrec, francuski malarz, grafik (ur. 1864)
- 1906 – Aleksander Rembowski, polski prawnik, historyk (ur. 1847)
- 1910 – William C. Oates, amerykański prawnik, generał brygady, polityk, gubernator Alabamy (ur. 1835)
- 1912:
  - Wilhelmine Heimburg, niemiecka pisarka (ur. 1848)
  - Jaroslav Vrchlický, czeski poeta, dramaturg, eseista, tłumacz (ur. 1853)
- 1914 – Carl Goßler, niemiecki wioślarz, żołnierz (ur. 1885)
- 1915 – Albert Spalding, amerykański baseballista, menedżer, działacz sportowy (ur. 1850)
- 1917 – Madge Syers-Cave, brytyjska łyżwiarka figurowa (ur. 1881)
- 1921 – Virginia Rappe, amerykańska aktorka (ur. 1891)
- 1922:
  - Chryzostom ze Smyrny, grecki biskup prawosławny (ur. 1867)
  - Jan Zawiejski, polski architekt pochodzenia żydowskiego (ur. 1854)
- 1923:
  - Hermes da Fonseca, brazylijski feldmarszałek, polityk, prezydent Brazylii (ur. 1855)
  - Józef Hornowski, polski lekarz, anatomopatolog (ur. 1874)
- 1926 – Władysław Szcześniak, polski duchowny katolicki, biskup pomocniczy warszawski (ur. 1858)
- 1928:
  - Kazimierz Kamiński, polski aktor, reżyser (ur. 1865)
  - Carl Ernst Morgenstern, niemiecki malarz, grafik (ur. 1847)
- 1929 – Franciszek Gárate, hiszpański jezuita, błogosławiony (ur. 1857)
- 1932:
  - Adam Osser, polski przemysłowiec pochodzenia żydowskiego (ur. 1863)
  - Alajos Szokolyi, węgierski lekkoatleta, sprinter pochodzenia słowackiego (ur. 1871)
  - Stojan Zaimow, bułgarski pisarz, działacz niepodległościowy i społeczny (ur. 1853)
- 1935 – John Tod, szkocki rugbysta (ur. 1862)
- 1936:
  - Izmael Escrihuela Esteve, hiszpański męczennik, błogosławiony (ur. 1902)
  - Jean Jacoby, luksemburski malarz, rysownik (ur. 1891)
- 1937 – Michaił Diterichs, rosyjski generał (ur. 1874)
- 1939:
  - Jerzy Tadeusz Błeszyński, polski kapitan marynarki (ur. 1906)
  - Leon Brun, polski dziennikarz, krytyk i scenarzysta filmowy (ur. 1882)
  - Stanisław Brykalski, polski porucznik (ur. 1912)
  - Marian Buczek, polski działacz socjalistyczny i komunistyczny (ur. 1896)
  - Józef Czechowicz, polski poeta (ur. 1903)
  - Stanisław Ejsmond, polski malarz (ur. 1894)
  - Jan Gilas, polski woźny (ur. 1901)
  - Leon Raszeja, polski prawnik, polityk, prezydent Torunia (ur. 1901)
  - Jan Wilczak, polski major piechoty (ur. 1898)
  - U Ottama, birmański mnich buddyjski (ur. 1879)
- 1941:
  - Michaił Burmistienko, ukraiński i radziecki polityk (ur. 1902)
  - Hans Spemann, niemiecki biolog, embriolog, zoolog, wykładowca akademicki, laureat Nagrody Nobla (ur. 1869)
  - Grzegorz Uth, polski augustianin, historyk zakonu (ur. 1872)
  - Bolesław Zawadzki, polski major dyplomowany piechoty, dziennikarz (ur. 1892)
- 1942 – Zenobi (Drozdow), rosyjski biskup prawosławny (ur. 1875)
- 1943 – Fernand Gabriel, francuski kierowca wyścigowy (ur. 1878)
- 1944 – Polegli w powstaniu warszawskim:
  - Józef Grudziński, polski działacz ruchu ludowego (ur. 1903)
  - Zofia Kasperska, polska sanitariuszka, żołnierz AK (ur. 1925)
  - Halina Kostecka-Kwiatkowska, polska sanitariuszka, żołnierz AK (ur. 1917)
- 1944:
  - Frank Marshall, amerykański szachista (ur. 1877)
  - Joseph Noulens, francuski polityk, dyplomata (ur. 1864)
- 1945:
  - Max Ehrmann, amerykański prawnik, ekonomista, pisarz pochodzenia niemieckiego (ur. 1872)
  - Zinaida Gippius, rosyjska poetka, pisarka, krytyk literacki (ur. 1869)
  - Paul Probst, szwajcarski strzelec sportowy (ur. 1869)
- 1946:
  - Theo Matejko, austriacki ilustrator, rysownik (ur. 1893)
  - Einar Torgersen, norweski żeglarz sportowy (ur. 1886)
- 1947:
  - Ananda Coomaraswamy, indyjski historyk sztuki, filozof (ur. 1877)
  - Victor Horta, belgijski architekt (ur. 1861)
- 1948 – Lajos Bíró, węgierski scenarzysta filmowy (ur. 1880)
- 1950 – Victor Hémery, francuski kierowca wyścigowy (ur. 1876)
- 1951:
  - Gibson Gowland, brytyjski aktor (ur. 1877)
  - Stefan Martyka, polski aktor, propagandzista radiowy (ur. 1909)
  - Manuel Núñez de Arenas, hiszpański historyk, polityk (ur. 1886)
- 1953 – Boris Griekow, radziecki historyk, wykładowca akademicki (ur. 1882)
- 1955:
  - Thomas John Feeney, amerykański duchowny katolicki, jezuita, misjonarz, biskup, wikariusz apostolski Karolinów i Wysp Marshalla (ur. 1894)
  - Einar Liberg, norweski strzelec sportowy (ur. 1873)
  - Maria Euthymia Üffing, niemiecka zakonnica, błogosławiona (ur. 1914)
- 1956 – Paul Colas, francuski strzelec sportowy (ur. 1880)
- 1958 – Nikołaj Sławin, radziecki generał porucznik, dyplomata (ur. 1903)
- 1959:
  - Jan Baranowski, polski działacz robotniczy, socjalistyczny i komunistyczny (ur. 1883)
  - Karol Kwieciński, polski ogniomistrz (ur. 1891)
- 1960 – Jussi Björling, szwedzki śpiewak operowy (tenor) (ur. 1911)
- 1961 – David Kenyon Webster, amerykański pisarz, dziennikarz, żołnierz (ur. 1922)
- 1962:
  - Paavo Aaltonen, fiński gimnastyk (ur. 1919)
  - Władimir Klimow, radziecki konstruktor silników lotniczych, wykładowca akademicki (ur. 1892)
  - Edward Szturm de Sztrem, polski statystyk, demograf, wykładowca akademicki, urzędnik państwowy (ur. 1885)
- 1963 – Ernst Kantorowicz, niemiecki historyk, mediewista pochodzenia żydowskiego (ur. 1895)
- 1964 – Sakari Tuomioja, fiński prawnik, dyplomata, polityk, premier Finlandii (ur. 1911)
- 1967 – Tytus Komarnicki, polski prawnik, historyk, dyplomata (ur. 1896)
- 1968 – Sven Martinsen, norweski zapaśnik (ur. 1900)
- 1971:
  - Czesław Król, polski rzeźbiarz samouk (ur. 1931)
  - Władimir Marcynkowski, rosyjski działacz chrześcijański, emigracyjny pisarz i publicysta (ur. 1884)
- 1972:
  - Gunnlaugur Scheving, islandzki malarz (ur. 1904)
  - Stanisław Zakrzewski, polski dziennikarz sportowy, trener kulturystki (ur. 1907)
- 1973:
  - Giorgi Cereteli, gruziński historyk, językoznawca, wykładowca akademicki (ur. 1904)
  - Gerhart Husserl, niemiecki prawnik, wykładowca akademicki (ur. 1893)
  - Siergiej Tumanski, radziecki konstruktor silników lotniczych (ur. 1901)
- 1975:
  - Felicja Lemiesz, polska działaczka komunistyczna, podporucznik (ur. 1917)
  - Fidel Ortiz, meksykański bokser (ur. 1908)
- 1976:
  - Mao Zedong, chiński polityk, działacz komunistyczny, przewodniczący ChRL (ur. 1893)
  - Walther Riese, niemiecko-amerykański neurolog, historyk medycyny (ur. 1890)
  - John Edward Taylor, amerykański duchowny katolicki, biskup sztokholmski (ur. 1914)
- 1977 – Ragnar Jansson, fiński żeglarz sportowy (ur. 1908)
- 1978:
  - Marcel Lods, francuski architekt, urbanista (ur. 1891)
  - Iwan Słażniow, radziecki polityk (ur. 1913)
  - Jack Warner, amerykański producent filmowy, założyciel Warner Bros. (ur. 1892)
- 1979:
  - Stanley Engelhart, brytyjski lekkoatleta, sprinter (ur. 1910)
  - Mahmud Taleghani, irański polityk, ajatollah (ur. ?)
  - Ali-Naghi Waziri, irański muzyk, kompozytor, muzykolog (ur. 1887)
- 1980:
  - José de Anchieta Fontana, brazylijski piłkarz (ur. 1940)
  - John Howard Griffin, amerykański pisarz, fotograf, reporter, działacz na rzecz zniesienia segregacji rasowej (ur. 1920)
  - Aleksander Jabłoński, polski fizyk, wykładowca akademicki (ur. 1898)
  - Witalij Titow, radziecki polityk (ur. 1907)
- 1981:
  - Jacques Lacan, francuski psychiatra (ur. 1901)
  - Wiktor Żywicki, polski chorąży (ur. 1893)
- 1982:
  - Antonín Bartoň, czechosłowacki narciarz klasyczny (ur. 1908)
  - Adolf Patek, austriacki piłkarz, trener (ur. 1900)
- 1983 – Luis Monti, argentyński piłkarz (ur. 1901)
- 1984:
  - Ina Benita, polska aktorka (ur. 1912)
  - Gunnar Jamvold, norweski żeglarz sportowy (ur. 1896)
  - Péter Máté, węgierski piosenkarz, pianista, kompozytor, aranżer (ur. 1947)
- 1985:
  - Paul Flory, amerykański chemik, laureat Nagrody Nobla (ur. 1910)
  - Juliusz Jerzy Herlinger, polski pisarz (ur. 1931)
- 1986 – Magda Tagliaferro, brazylijska pianistka (ur. 1893)
- 1989 – Heinrich Angst, szwajcarski bobsleista (ur. 1915)
- 1990:
  - Nicola Abbagnano, włoski filozof (ur. 1901)
  - Samuel Doe, liberyjski wojskowy, polityk, prezydent Liberii (ur. 1951)
  - Aleksandr Mień, rosyjski duchowny prawosławny, filozof, teolog-ekumenista (ur. 1935)
- 1991:
  - Vasco da Gama Fernandes, portugalski prawnik, polityk (ur. 1908)
  - Maksymilian Gebur, polski piłkarz, trener (ur. 1925)
  - Åke Holmberg, szwedzki pisarz (ur. 1907)
- 1992 – Julian Creus, brytyjski sztangista (ur. 1917)
- 1993 – Jan Wesołowski, polski działacz komunistyczny i kulturalny, lalkarz, aktor, reżyser, dyrektor teatralny (ur. 1901)
- 1994 – Patrick O’Neal, amerykański aktor (ur. 1927)
- 1995:
  - Jerzy Kurczewski, polski muzykolog, dyrygent Poznańskiego Chóru Chłopięcego (ur. 1924)
  - Erik Nilsson, szwedzki piłkarz (ur. 1916)
- 1996:
  - Gizella Farkas, węgierska tenisistka stołowa (ur. 1925)
  - Bill Monroe, amerykański muzyk, członek zespołu Blue Grass Boys (ur. 1911)
- 1997:
  - Richie Ashburn, amerykański baseballista (ur. 1927)
  - Burgess Meredith, amerykański aktor (ur. 1907)
- 1998:
  - Lucio Battisti, włoski piosenkarz, kompozytor (ur. 1943)
  - Stanisław Cozaś, polski polityk, prezydent Poznania, wojewoda poznański (ur. 1923)
  - Stefan Deptuszewski, polski artysta fotograf (ur. 1912)
  - Eleanor Garatti, amerykańska pływaczka (ur. 1909)
  - Mariano Martín, hiszpański piłkarz (ur. 1919)
  - George Clifford Sziklai, amerykański inżynier, wynalazca pochodzenia węgierskiego (ur. 1909)
- 1999:
  - Ruth Roman, amerykańska aktorka (ur. 1922)
  - Czesław Sypniewski, polski polityk, poseł na Sejm PRL (ur. 1918)
- 2000:
  - Stanisław Konieczny, polski generał brygady MO (ur. 1928)
  - Veerasamy Ringadoo, maurytyjski polityk, prezydent Mauritiusa (ur. 1920)
- 2001 – Ahmad Szah Masud, afgański dowódca wojskowy, polityk pochodzenia tadżyckiego (ur. 1953)
- 2002 – Witold Armon, polski etnolog (ur. 1924)
- 2003:
  - Jerzy Kawalec, polski basista, członek zespołu Krzak (ur. 1954)
  - Edward Teller, amerykański fizyk jądrowy pochodzenia węgiersko-żydowskiego (ur. 1908)
- 2004 – Ernie Ball, amerykański muzyk, wynalazca, lutnik (ur. 1930)
- 2005:
  - Giuliano Bonfante, włoski językoznawca (ur. 1904)
  - Jerzy Lubczyński, polski artysta fotograf (ur. 1935)
  - Prokop Murra, albański polityk komunistyczny (ur. 1921)
- 2006:
  - Andrzej Androchowicz, polski dziennikarz, reżyser filmów dokumentalnych, aktor (ur. 1932)
  - Gérard Brach, francuski pisarz, scenarzysta filmowy (ur. 1927)
  - Lucjan Kydryński, polski dziennikarz, konferansjer (ur. 1929)
  - Émilie Mondor, kanadyjska lekkoatletka, biegaczka długodystansowa (ur. 1981)
- 2007 – Helmut Senekowitsch, austriacki piłkarz, trener (ur. 1933)
- 2008:
  - Jacob Lekgetho, południowoafrykański piłkarz (ur. 1974)
  - Jurij Pokalczuk, ukraiński pisarz (ur. 1941)
  - Agnieszka Spyrka, polska malarka, graficzka, ilustratorka (ur. 1973)
- 2009 – Andrzej Śliwiński, polski duchowny katolicki, biskup elbląski (ur. 1939)
- 2010:
  - Mariusz Dawid Dastych, polski dziennikarz, tłumacz, agent CIA (ur. 1941)
  - Peter Dzúrik, słowacki piłkarz (ur. 1968)
  - Bent Larsen, duński szachista (ur. 1935)
  - Rauno Mäkinen, fiński zapaśnik (ur. 1931)
- 2011 – Marian Szymański, polski geodeta (ur. 1929)
- 2013:
  - Stanisław Bala, polski operator filmowy (ur. 1922)
  - Alberto Bevilacqua, włoski reżyser i scenarzysta filmowy, pisarz (ur. 1934)
- 2014:
  - Emilio Botín, hiszpański bankier (ur. 1934)
  - Grzegorz Eberhardt, polski pisarz, historyk, dziennikarz (ur. 1950)
  - Graham Joyce, brytyjski pisarz (ur. 1954)
  - Étienne Schlumberger, francuski inżynier wojskowy, komandor, dowódca okrętów podwodnych (ur. 1915)
- 2015 – Danuta Żelechowska, polska dziennikarka radiowa, popularyzatorka muzyki (ur. 1935)
- 2016 – Krzysztof Miller, polski fotoreporter (ur. 1962)
- 2017:
  - Velasio De Paolis, włoski kardynał (ur. 1935)
  - Tadeusz Drzewiecki, polski aktor (ur. 1948)
  - Barbara Maciąg, polska szybowniczka (ur. 1930)
  - Jerzy Młynarczyk, polski koszykarz, prawnik, polityk, prezydent Gdańska (ur. 1931)
- 2018:
  - Frank Andersson, szwedzki zapaśnik (ur. 1956)
  - Anna Hejka, polska bizneswoman (ur. 1958)
  - Daniel Küblböck, niemiecki piosenkarz (ur. 1985)
  - Paweł Puczek, polski skrzypek (ur. 1936)
- 2019:
  - Robert Frank, amerykański fotograf (ur. 1924)
  - Dulce García, kubańska lekkoatletka, oszczepniczka (ur. 1965)
  - Lissy Gröner, niemiecka polityk, eurodeputowana (ur. 1954)
  - Lawrendis Macheritsas, grecki wokalista i gitarzysta rockowy (ur. 1956)
- 2020:
  - Arnulfo Fuentebella, filipiński prawnik, polityk, przewodniczący Izby Reprezentantów (ur. 1945)
  - Shere Hite, amerykańska seksuolog (ur. 1942)
  - Yopie Latul, indonezyjski piosenkarz (ur. 1955)
  - Gienek Loska, białoruski wokalista, gitarzysta, kompozytor (ur. 1975)
  - Alan Minter, brytyjski bokser (ur. 1951)
  - Tadeusz Szelachowski, polski lekarz, polityk, minister zdrowia i opieki społecznej, poseł na Sejm PRL (ur. 1932)
- 2021:
  - Borhane Alaouié, libański reżyser filmowy (ur. 1941)
  - Jan Beszta-Borowski, polski rolnik, działacz opozycji antykomunistycznej, polityk, poseł na Sejm RP (ur. 1936)
  - Marian Duś, polski duchowny katolicki, biskup pomocniczy warszawski (ur. 1938)
  - Caspar Einem, austriacki prawnik, polityk, minister spraw wewnętrznych (ur. 1948)
  - Wiesław Gołas, polski aktor (ur. 1930)
  - Andrzej Lewandowski, polski operator dźwięku (ur. 1950)
  - Gene Littles, amerykański koszykarz, trener (ur. 1943)
  - Danilo Popivoda, słoweński piłkarz, trener (ur. 1947)
  - Janina Maria Wojciechowska, polska prawniczka, wykładowczyni akademicka (ur. 1929)
- 2022:
  - Eugeniusz Janczarski, polski inżynier rolnictwa, działacz partyjny i państwowy (ur. 1933)
  - Andrzej Nowicki, polski matematyk, wykładowca akademicki (ur. 1949)
- 2023:
  - Mangosuthu Buthelezi, południowoafrykański polityk, przywódca bantustanu KwaZulu, minister spraw wewnętrznych (ur. 1928)
  - Cezary Kussyk, polski aktor (ur. 1936)
  - Jerzy Orzeł, polski przedsiębiorca, polityk, wojewoda tarnowski, poseł na Sejm PRL (ur. 1953)
  - Rafał Paczkowski, polski realizator nagrań, muzyk, kompozytor (ur. 1962)
  - Max Simeoni, francuski dziennikarz, lekarz, polityk, eurodeputowany (ur. 1929)
  - Rainer Troppa, niemiecki piłkarz (ur. 1958)
- 2024:
  - James Earl Jones, amerykański aktor (ur. 1931)
  - Robert Kościelny, polski inżynier, menedżer, polityk, poseł na Sejm RP (ur. 1961)
  - Jacek Rybicki, polski nauczyciel, związkowiec, polityk, poseł na Sejm RP (ur. 1959)
  - Robert Smoktunowicz, polski adwokat, polityk, senator RP (ur. 1962)
  - Jeffrey Titford, brytyjski przedsiębiorca, polityk, eurodeputowany (ur. 1933)
  - Caterina Valente, włoska piosenkarka, gitarzystka, tancerka, aktorka (ur. 1931)
  - Mitchell Wiggins, amerykański koszykarz (ur. 1959)